# Mettenheim (Bajorország)
Mettenheim település Németországban, azon belül Bajorországban. Lakosainak száma 3595 fő (2023. december 31.).

## Népesség
A település népessége az elmúlt években az alábbi módon változott:
| Lakosok száma | 529  | 1769 | 1847 | 2015 | 3378 | 3411 | 3507 | 3544 | 3541 | 3595 |
|               | 1875 | 1950 | 1975 | 1987 | 2012 | 2014 | 2016 | 2017 | 2021 | 2023 |